# Traite des êtres humains au Cambodge
La Traite des êtres humains au Cambodge est une forme d'esclavage moderne qui se produit sur le territoire du Cambodge. Cette pratique est corrélée à d'autres activités illégales, comme l'immigration clandestine et des trafics des personnes (y compris des mineurs) à des fins de travail forcé ou d'exploitation sexuelle.

## Rapports et statistiques
En mars 2025, le gouvernement cambodgien affirme que les cas de traite d'être humains ont augmenté en 2024 avec 197 affaires au total, soit 33 de plus que l'année précédente. Les autorités indiquent avoir expulsé 2 695 ressortissants chinois, 1 198 ressortissants vietnamiens et 861 ressortissants indonésiens, impliqués dans des affaires de traite d'êtres humains.

## Type de traite

### Trafic sexuel
Le Cambodge est un pays de transit et de destination pour les femmes victimes de trafic et d'exploitation sexuelle en Asie du Sud-Est. Des femmes originaires des régions rurales du Cambodge, de Chine et du Vietnam sont victimes de réseaux de traite et de trafiquants qui les conduisent vers les grandes villes où elles sont vendues ou exploitées sexuellement,.
Un rapport de l'ONUSIDA de 2016 indiquait un chiffre de 34 000 prostituées au Cambodge,,. La capitale, Phnom Penh, compterait à elle seule 15 000 prostituées.

#### Exploitation sexuelle des enfants
Le Cambodge est l'une des principales destinations pour la prostitution enfantine et le tourisme sexuel impliquant des mineurs,. De nombreux enfants originaires de pays voisins comme le Viêt Nam sont victimes de cette industrie.
Selon un rapport de l'UNICEF daté de 2023, 160 000 enfants ont été victimes d'exploitation et d'abus sexuels en ligne au cours de l'année précédant l'étude.

### Travail forcé

#### Travail forcé dans des centres d'escroquerie en ligne
Selon l'ONU et l’Agence des États-Unis pour le développement international (USAID), entre 100 000 et 150 000 personnes travailleraient de force dans des centres d'arnaque au Cambodge,. 
Ces travailleurs, principalement des Asiatiques, sont attirés au Cambodge par des réseaux criminels qui diffusent de fausses offres d’emploi sur des plateformes telles que Facebook, Telegram ou WeChat. Ces annonces promettent des postes de bureau bien rémunérés dans des entreprises fictives de commerce en ligne ou de technologie, situées au Cambodge,,.
Après leur arrivée, les personnes concernées sont souvent privées de leurs documents d’identité, déplacées de force et retenues contre leur gré dans des centres d'escroquerie,.
Plusieurs organisations non gouvernementales et témoignages évoquent des cas de traite d’êtres humains, de travail forcé, de torture, d’exploitation d’enfants et d’autres formes d’abus dans ces centres d'arnaque.
En juin 2025, l'ONG Amnesty International accuse le gouvernement cambodgien de complicité dans la prolifération de ces centres,,.

## Lois et instruments contre la traite
La Cambodge a ratifié plusieurs conventions internationales et noué plusieurs accords bilatéraux avec ses voisins pour lutter contre la traite des êtres humains.
Le gouvernement cambodgien s'est engagé à lutter contre la traite des êtres humains et a instauré le 12 décembre comme journée nationale de lutte contre la traite des êtres humains.
En juillet 2025, le Premier ministre Hun Manet annonce la création d'une « task force » chargée de combattre ces centres d'arnaques en ligne.
Selon un rapport du Secrétariat d'État américain daté de 2024, « Le gouvernement cambodgien ne respecte pas pleinement les normes minimales pour l'élimination de la traite des êtres humains et ne fait pas d'efforts significatifs en ce sens. »